# Varasichthys ariasi
Varasichthys ariasi è un pesce osseo estinto, appartenente ai crossognatiformi. Visse nel Giurassico superiore (Oxfordiano, circa 160 milioni di anni fa) e i suoi resti fossili sono stati ritrovati in Cile. 

## Descrizione
Questo pesce era di medie dimensioni e poteva raggiungere una lunghezza di circa 30 centimetri. Possedeva una testa grande in relazione al resto del corpo, e l'aspetto generale richiamava quello di una sardina. Come tutti gli animali simili, anche Varasichthys era caratterizzato da un singolare preopercolo con il ramo ventrale espanso posteriormente e da numerosi tubuli sensoriali preopercolari che si estendevano in quasi tutto il bordo ventro-posteriore dell'osso. Inoltre, Varasichthys e le forme simili possedevano ulteriori postcleitri (oltre ai soliti tre presenti nella maggioranza dei teleostei) con bordi ondulati, che conferivano al cinto pettorale un particolare aspetto sinuoso. Era caratteristica anche la presenza di linee trasversali situate lungo i circoli nelle scaglie cicloidi, nella regione mediana. Era inoltre presente un osso sottile e delicato, chiamato processo ascellare pelvico, associato alla pinna pelvica e lungo quanto il primo dei raggi di questa pinna. 
Varasichthys si distingueva dalle forme simili per la presenza di una grande orbita circondata completamente dalle ossa circumorbitali. Inoltre presentava un suborbitale piccolo, osso che non si riscontra nei generi affini, ma solo nell'arcaico Leptolepis e nell'attuale Arapaima. Il neurocranio di Varasichthys era caratterizzato dalla presenza di un grande osso parasfenoide che si estendeva dietro il basioccipitale. Le pinne dorsali e anali sono appuntite e presentano un maggior numero di raggi rispetto a forme affini come Domeykos e Protoclupea. 

## Classificazione
Varasichthys ariasi venne descritto per la prima volta nel 1981, sulla base di resti fossili ben conservati ritrovati nella zona nota come Quebrada del Profeta, nella Cordigliera di Domeyko in Cile. I fossili, conservati in concrezioni bituminose, permettono di apprezzare dettagli di tessuti molli come i muscoli e le lamelle banchiali. 
Varasichthys è il genere eponimo dei Varasichthyidae, un gruppo di pesci ossei di medie dimensioni, tipici del Giurassico superiore del Cile ma ritrovati anche a Cuba. Sembra che Varasichthys fosse una forma derivata del gruppo, sicuramente più derivata rispetto a Domeykos. 